# Florian Wörner

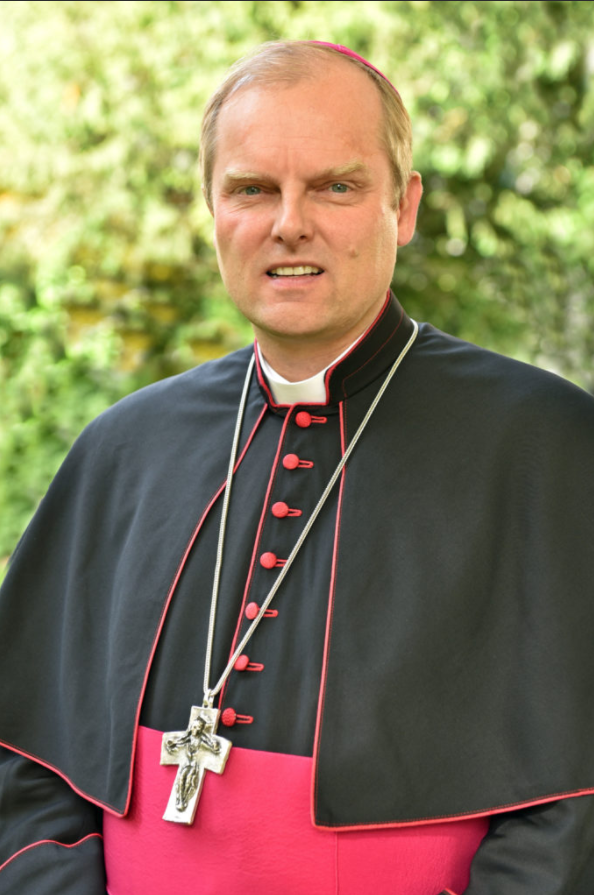
Weihbischof Florian Wörner

Bischofswappen von Florian Wörner mit dem Wahlspruch „Christus Gottes Kraft und Gottes Weisheit“

Florian Wörner (* 5. Februar 1970 in Garmisch-Partenkirchen) ist ein deutscher römisch-katholischer Geistlicher und Weihbischof in Augsburg.

## Leben
Florian Wörner wuchs in Eschenlohe auf und trat 1990 nach dem Abitur am Benediktinergymnasium Ettal in das Priesterseminar Augsburg ein und studierte dort und in Innsbruck Katholische Theologie und Philosophie. Am 4. Mai 1997 empfing er im Augsburger Dom durch Bischof Viktor Josef Dammertz die Priesterweihe. Er wurde zunächst Aushilfspriester in den Gemeinden Heiligstes Herz Jesu in Augsburg-Pfersee und in St. Clemens in Eschenlohe. Danach war er als Kaplan in Oberstdorf und Kempten tätig.
2001 wurde er Regionaljugendseelsorger der Diözesanregion Kempten und Pfarradministrator von St. Theodor und Alexander in Haldenwang. Seit 2006 war er Leiter des Bischöflichen Jugendamtes in Augsburg und Diözesanjugendpfarrer; zu dieser Zeit war er auch in der Pfarreiengemeinschaft Ustersbach tätig. 2012 wurde Florian Wörner Leiter des neugegründeten Instituts für Neuevangelisierung und Gemeindepastoral.
Am 5. Juni 2012 wurde Wörner von Papst Benedikt XVI. zum Titularbischof von Hierpiniana und zum Weihbischof in Augsburg ernannt. Die Bischofsweihe spendete ihm der Augsburger Bischof Konrad Zdarsa am 28. Juli desselben Jahres im Augsburger Dom; Mitkonsekratoren waren die Augsburger Weihbischöfe Anton Losinger und Josef Grünwald. An Heiligabend des Jahres 2016 gab er auf der Zither, die er seit Kindertagen spielt,  einen Gastauftritt in der dreistündigen BR-Sendung „Weihnachten mit Carolin Reiber“. Mit 58 Visitationen zwischen 2015 und 2019 ist Weihbischof Wörner der im Bistum Augsburg in diesem Zeitraum am häufigsten eingesetzte Visitator in Pfarreiengemeinschaften und Pfarreien. Am 9. Juni 2020 wurde Weihbischof Florian Wörner durch den Augsburger Oberhirten Bertram Meier zum Domkapitular bestellt und ist damit Teil des zehnköpfigen Beratungsgremiums in administrativen und pastoralen Angelegenheiten der Diözese Augsburg. Die 1985 von Papst Johannes Paul II. ausgerufene „Neuevangelisierung“ gilt als sein Herzensanliegen. Er steht der internationalen katholischen Jugendbewegung „Jugend 2000“ nahe.
In der Deutschen Bischofskonferenz ist er Mitglied der Kommission für Erziehung und Schule und der Jugendkommission. Die Freisinger Bischofskonferenz machte ihn im Jahr 2014 zu ihrem Beauftragten für Jugendseelsorge und kirchliche Jugendverbände in Bayern.

„Alltag kann sehr schön sein, mit Gott ist er wunderbar. Wenn Du viel zu tun hast, dann bete nicht nur eine halbe, sondern eine ganze Stunde.“

## Positionen
Wörner gehört zu denjenigen deutschen Bischöfen, die eine Frauenordination ausdrücklich ablehnen; auf dem Synodalen Weg in Deutschland stimmte er 2022 und 2023 gegen eine Überprüfung des Ausschlusses der Frauen vom Diakonat und Presbyterat durch den Hl. Stuhl.